# Takuya Kimura
 (novembre 2013).
Si vous disposez d'ouvrages ou d'articles de référence ou si vous connaissez des sites web de qualité traitant du thème abordé ici, merci de compléter l'article en donnant les références utiles à sa vérifiabilité et en les liant à la section « Notes et références ».
Cet article concerne un chanteur et acteur japonais. Pour le joueur de baseball, voir Takuya Kimura (baseball).
Pour les articles homonymes, voir Kimura.
Takuya Kimura (木村 拓哉, Kimura Takuya), né le 13 novembre 1972 à Chōfu au Japon, est un chanteur, idole et acteur japonais, membre du groupe japonais à succès SMAP depuis 1988 dans le cadre de la Johnny & Associates, spécialisé dans la formation de célèbres Boys Band japonais. Il commence peu après une carrière à la télévision et dans le cinéma où il gagne de nombreux et divers prix.
Il se fait appeler par ses proches : KimuTaku ou Capitain. Il est marié à Shizuka Kudo, ex-membre des Onyanko Club. Il est actuellement le seul membre de SMAP et le deuxième de la Johnny & Associates à avoir eu l'autorisation de se marier.

## Biographie

### Carrière dans la musique
Il rejoint la Johnny's Entertainment en 1987, à l'âge de 15 ans, contre l'avis de ses parents, qui ne voulaient pas qu'il entre dans le monde du divertissement.
En 1988, il est choisi pour faire partie du groupe SMAP dont le leader du groupe est Masahiro Nakai, qui sera le boys band le plus populaire de la décennie. Les membres de SMAP ont également poursuivi une carrière en dehors de la musique, y compris dans la télévision avec leur participation dans des spectacles de variétés, des dramas, des publicités et des films, ce qui fait de leur groupe, un des groupes les plus populaires de la Johnny’s. Leur 1er album sortira en 1991 et leur succès ira grandissant, avec leur célèbre émission de divertissement « SMAP X SMAP » qui verra le jour en 1996 et leur popularité n'en sera que grandissante.

### Carrière à la télévision et dans le cinéma
Il fait ses débuts à la télévision en 1988, puis au théâtre l'année suivante. Mais sa popularité n'arrivera qu'en 1993 avec le drama Asunaro Hakusho qui remportera à l'époque un énorme succès, lui permettant de se faire connaître et apprécier d'un très large public et qui boostera, par la même occasion, le groupe SMAP. Sa popularité, qui ne fait que s'accroître au fil des ans et des dramas qu'il tourne et prendra tout son essor avec le drama Long Vacation, qui est le hit de l'année au Japon, mais également reconnu dans toute l'Asie. À la suite de cela, il gagne beaucoup de prix.[réf. nécessaire]
Il enchaîne ensuite sur une longue série de dramas et de films qui connaîtront tous autant de succès les uns que les autres et lui permettront de remporter un nombre impressionnant et considérable de prix et de récompenses…[réf. nécessaire]  Tels que le film 2046 aux récompenses multiples - dont celle du meilleur film étranger (cinéma du film Européen 2004) - en sélection officielle au Festival de Cannes 2004.
En 2001, Kimura joue dans Hero, qui a établi un record avec ses notes de télévision hautes d'environ 36,8%. Il a connu plus de succès dans la foulée en jouant dans de nombreuses séries après Hero, comme Hundred Million Stars From the Sky, Good Luck!!, Pride, and ENGINE. Les notes du drama Good Luck en 2003 est à 37,6%.
Ce film[Lequel ?] sera choisi en France pour figurer au programme du Baccalauréat L, spécialité Cinéma, aux sessions 2007, 2008 et 2009[réf. nécessaire]. Ou encore, Amour et Honneur qui bat tous les records[réf. nécessaire] et se voit décerner 13 nominations sur 15.[Lesquels ?]
Il a joué dans le drama Moon Lovers (Tsuki no Koibito ~Moon Lovers~) (Fuji TV, 2010) où sa performance d'acteur est satifaisante[réf. nécessaire] malgré des critiques négatives,.
Il anime, également, depuis de nombreuses années, l'émission de radio japonaise "What's Up Smap !".

### Carrière dans le mannequinat
Parallèlement à sa carrière d'acteur et de chanteur, il entame une carrière de mannequin, devenant le modèle favori du magazine Japonais Anan. Il participe à de nombreuses publicités : produits cosmétiques, portable, appareils photos…etc. dont une campagne publicitaire pour une marque de sacs à main avec l'artiste américaine Beyoncé,. Il est l’égérie, depuis plusieurs années, de la marque Gatsby spécialisée dans les produits de beauté masculins. À noter qu'il a été la première star asiatique à avoir été choisie pour représenter la marque de jean Levi's en 1999.
À cet effet, il est reconnu par ses fans comme un des hommes « les plus sexy » du Japon depuis plus de quinze ans. Il a entre autres été classé le plus bel homme du Japon en 2008 par le magazine An an et ce pour la quinzième année d'affilée. En 2007, à trente-cinq ans, il a également été classé dans le magazine People à la huitième place des étrangers les plus sexy. À la suite de l'annonce de son mariage en 2000, des fans se suicident,.
Aujourd'hui, il est toujours considéré comme le « Johnny's » le plus populaire de sa génération, malgré son mariage.

### Vie privée
En 1999, il met fin à la relation de neuf ans avec sa petite amie de longue date, Kaori Ito.
L'année suivante, le 23 novembre, il annonce qu'il va se marier avec Shizuka Kudo, une autre idole pop japonaise, ex-membre des Onyanko Club dans les années 1980. Ils se marient le 5 décembre 2000. Il est père de deux enfants dont sa première fille, Kokomi (心美), naît le 1er mai 2001 et sa deuxième fille, Mitsuki (光希), Le 5 février 2003.

## Filmographie

### Cinéma
- 1994 : Shoot : Yoshiharu Kubo
- 1995 : Kimi wo wasurenai : Junichiro Ueda
- 1996 : Concerto : Takakura Kakeru
- 2004 : 2046 : Tak / Wang Jing-wen's Boyfriend
- 2006 : Amour et Honneur (武士の一分, Bushi no ichibun?) de Yōji Yamada : Shinnojo Mimura
- 2007 : Hero : Ko'hei Kuryu
- 2009 : Je viens avec la pluie : Shitao
- 2010 : Space Battleship Yamato : Susumu Kodai
- 2012 : Priceless : Kindaichi Fumio
- 2013 : Andô Lloyd : Reiji Matsushima
- 2014 : Miyamoto Musashi : Musashi Miyamoto
- 2015 : Hero
- 2015 : I'm Home : Hisashi Ieji
- 2017 : Blade of the Immortal : Manji
- 2018 : Killing for the Prosecution : Takeshi Mogami
- 2019 : Masquerade Hotel : Kosuke Nitta

### Télévision

#### Séries télévisées
- 1991 : I Love Smap! : lui-même
- 1993 : Asunaro hakusho : Osamu Toride
- 1994 : Wakamono no subete : Takeshi Ueda
- 1995 : Jinsei wa jôjô da
- 1996 : Furuhata Ninzaburô: Part II : Bomber
- 1996 : Long Vacation : Hidetoshi Sena
- 1996-2016 : Smap×Smap : lui-même / lui-même - SMAP / lui-même - Emcee
- 1997 : Gift : Yukio / Takehiro
- 1997 : Ii hito
- 1997 : Rabu jenerêshon : Teppei Katagiri
- 1998 : Nemureru mori : Naoki Ito
- 2000 : Beautiful Life : Okishima Shuji
- 2000 : Densetsu no kyôshi
- 2001-2014 : Hero : Kohei Kuryu / Kohei kuriki
- 2002 : Sora kara furu ichioku no hoshi : Ryo Katase
- 2003 : Good Luck!! : Hajime Shinkai
- 2004 : Puraido : Halu Satonaka
- 2005 : Enjin : Jiro Kanzaki
- 2005 : Trinity Blood : Count of Antwerp Memerink
- 2006 : Saiyûki
- 2007 : Karei naru ichizoku : Teppei Manpyo
- 2007 : Shûkan Akagawa Jirô : Cop
- 2008 : Change (en) : Keita Asakura
- 2009 : Kochira Katsushika-ku Kameari kōen mae hashutsujo : Mystery man
- 2009 : Mr. Brain : Tsukumo Ryuusuke
- 2010 : SmaSTATION : lui-même
- 2010 : Tsuki no koibito : Hazuki Rensuke / Rensuke Hazuki
- 2010-2017 : Tetsuko no heya : lui-même
- 2011 : Nankyoku tairiku: Kami no ryouiki ni idonda otoko to inu no monogatari : Kuramochi Takeshi
- 2012 : Come Back to Life : Ryu Takei
- 2012 : Hey! Hey! Hey! Music Champ : lui-même
- 2013 : A-Studio : lui-même
- 2013 : Mezamashi terebi : lui-même
- 2014 : Waratte iitomo! : lui-même
- 2017 : A Life: Itoshiki Hito
- 2022 : Abysses : Mifune

#### Téléfilms
- 1990 : About Her Brother
- 1995 : Kimi wa toki no kanata e
- 1997 : Boku ga boku de aru tameni
- 1998 : Oda Nobunaga : Oda Nobunaga
- 1999 : Furuhata Ninzaburô vs. Smap : lui-même
- 2001 : Chûshingura 1/47 : Yasubei Horibe
- 2004 : X'smap: Tora to raion to gonin no otoko
- 2013 : SMAP Go! Go! : lui-même
- 2015 : FNS 27 HRS Television 29 : lui-même
- 2015 : Hero: Special
- 2016 : Santaku 14 : lui-même

## Doublage
- 2004 : Le château ambulant : Hauru
- 2009 : Redline : JP
- 2023 : Le Garçon et le Héron (君たちはどう生きるか, Kimi-tachi wa dō ikiru ka?) de Hayao Miyazaki

## Jeux vidéo
- 2018 : Judgment : Takayuki Yagami (voix et capture de mouvement)
- 2021 : Lost Judgment : Takayuki Yagami

## Récompenses
| Année       | Prix                                 | Notes                                                   |
| ----------- | ------------------------------------ | ------------------------------------------------------- |
| 1994 à 1998 | Best Jeanist                         |                                                         |
| 1994        | 3rd Television Drama Academy Awards  | Meilleur costume dans Wakamono no Subete                |
| 1995        | 7th Television Drama Academy Awards  | Meilleur costume dans Jinsei wa Jojo da                 |
| 1996        | 9th Television Drama Academy Awards  | Meilleur acteur pour Long Vacation                      |
| 1997        | 15th Television Drama Academy Awards | Meilleur acteur pour Love Generation                    |
| 1997        | 1st Nikkan Sports Drama Grand Prix   | Meilleur acteur pour Love Generation                    |
| 1998        | 19th Television Drama Academy Awards | Meilleur acteur pour Nemureru Mori                      |
| 1999        | 3rd Nikkan Sports Drama Grand Prix   | Meilleur acteur pour Beautiful Life                     |
| 2000        | 24th Television Drama Academy Awards | Meilleur acteur pour Beautiful Life                     |
| 2000        | 4th Nikkan Sports Drama Grand Prix   | Meilleur acteur pour Hero                               |
| 2001        | 28th Television Drama Academy Awards | Meilleur acteur pour Hero                               |
| 2002        | 33rd Television Drama Academy Awards | Meilleur acteur pour Hundred Million Stars From the Sky |
| 2002        | 6th Nikkan Sports Drama Grand Prix   | Meilleur acteur pour Good Luck!!                        |
| 2007        | 52nd Television Drama Academy Awards | Meilleur acteur pour The Grand Tribe / The Family       |
| 2007        | 2nd Seoul Drama Awards               | Meilleur acteur pour The Grand Tribe / The Family       |
| 2008        | 12th Nikkan Sports Drama Grand Prix  | Meilleur acteur pour CHANGE                             |
| 2008        | 57th Television Drama Academy Awards | Meilleur acteur pour CHANGE                             |